# Hofanlage Im Dorfe 12

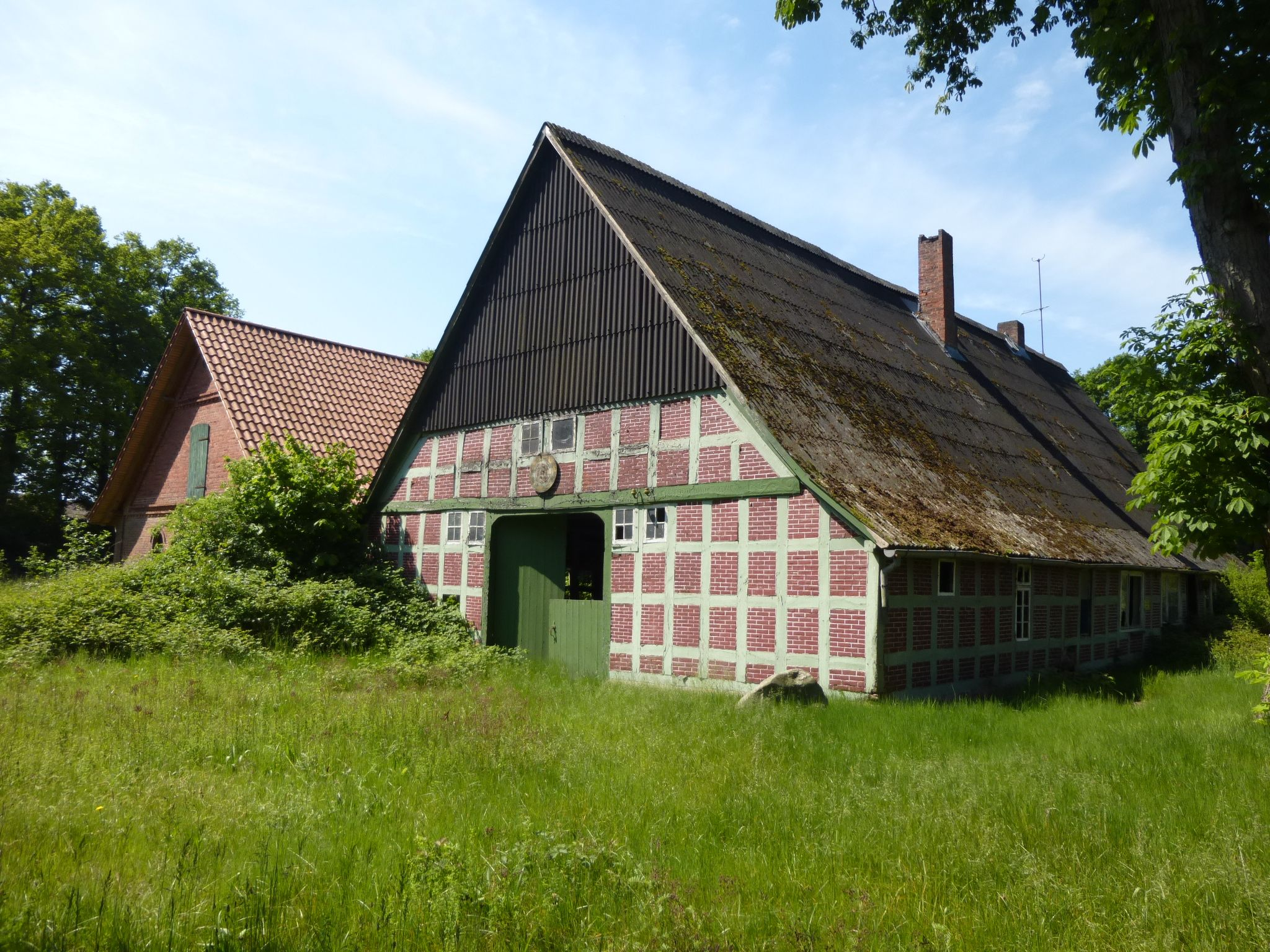
Wohn- und Wirtschaftsgebäude, Ost- und Nordfassade (2014)

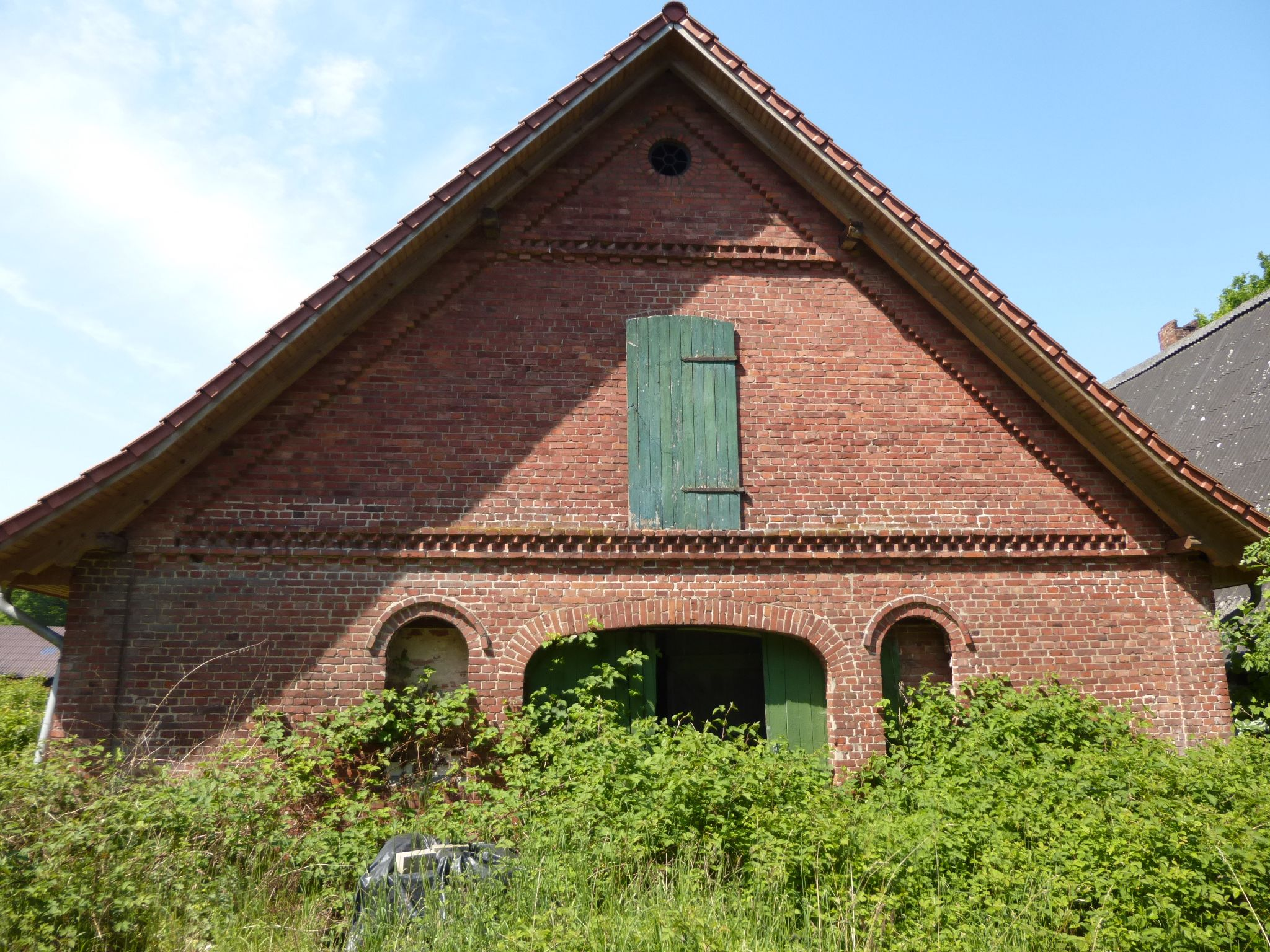
Wirtschaftsgebäude, Ostgiebel (2014)

Die Hofanlage Im Dorfe 12 (früher Hofanlage Nr. 12) in der niedersächsischen Gemeinde Helvesiek wurde am Anfang des 19. und 20. Jahrhunderts gebaut. Aktuell (2025) wird sie zum Wohnen und gewerblich genutzt.
Die Gebäude stehen unter Denkmalschutz (siehe auch Liste der Baudenkmale in Helvesiek).

## Geschichte und Beschreibung
Helvesiek wurde um 1250 erstmals erwähnt. Es gehört zur heutigen Samtgemeinde Fintel im Landkreis Rotenburg (Wümme).
Die Hofanlage besteht aus
- dem eingeschossigen, traufständigen Wohn- und Wirtschaftsgebäude von um 1800 als Zweiständer-Hallenhaus in Fachwerk mit Steinausfachungen, Satteldach, regionaltypisch senkrecht verbretterten oberen Giebeldreiecken und Grooter Door mit geradem Abschluss,[2]
- dem eingeschossigen traufständigen Wirtschaftsgebäude von um 1900 als Backsteinbau mit Ziersetzungen als Gesimse und ziegelgedecktem Satteldach sowie Ladeluke und Grooter Door mit Segmentbogen.[3]

Das Landesdenkmalamt befand u. a.: „… ortsgeschichtlicher, gebäudetypischer, straßen- und und ortsbildprägender Zeugniswert ….“
Der Fachwerkstall für die Schweinehaltung wurde im 19. Jahrhundert mit Satteldach errichtet und vor April 2013 abgebrochen und nachfolgend aus dem Denkmalverzeichnis gestrichen. 